# Sint-Genesius-Rode
Sint-Genesius-Rode (franska: Rhode-Saint-Genèse), är en kommun som ligger i Flandern, en av tre regioner i Belgien, i provinsen Flamländska Brabant. Kommunen omfattar endast staden Sint-Genesius-Rode, och ligger mellan Bryssel och Waterloo i Vallonien. Den 1 januari 2021 hade staden sammanlagd 18 626 invånare. 